# Sean Yseult
Sean Yseult, właściwie Shuana Yseult Reynolds (ur. 6 czerwca 1966 w Raleigh, Karolina Północna) – amerykańska basistka rockowa, związana z wieloma zespołami, jednak znana głównie jako basistka metalowo-industrialnej grupy White Zombie.

## Książki
- Yseult, Sean, I'm In The Band, Soft Skull Press, 7 grudnia 2010[3]

## Instrumentarium
Gitary:
- Schecter Coffin Bass

Wzmacniacze:
- Ampeg SVT Wzmacniacz
- Ampeg 8x10 kolumna